# Arthur Curry (DC Extended Universe)
Arthur Joseph Curry, noto anche con il nome da supereroe Aquaman, è un personaggio immaginario del DC Extended Universe (DCEU), basato sull'omonimo personaggio di DC Comics. È interpretato dall'attore americano Jason Momoa. Dopo un'apparizione iniziale come cameo in Batman v Superman: Dawn of Justice (2016), Curry ha avuto un ruolo di primo piano in Justice League (2017) e nella sua versione del regista del 2021. In seguito, è diventato il protagonista dei film Aquaman (2018) e Aquaman e il regno perduto (2023). Momoa è inoltre apparso in un cameo nel finale della prima stagione della serie HBO Max Peacemaker e nel film The Flash (2023). Il DCEU rappresenta la prima incarnazione cinematografica di Aquaman, il cui personaggio è stato rielaborato rispetto alla controparte dei fumetti.

## Biografia del personaggio

### Primi anni e formazione
Arthur Curry nasce nel 1986 da Thomas Curry, un guardiano del faro di origini māori residente nel Maine, e da Atlanna, regina di Atlantide. Dopo la nascita, Atlanna affida il figlio al suo fidato consigliere Nuidis Vulko per l’addestramento, lasciandogli anche il proprio tridente, e fa ritorno volontariamente ad Atlantide, dove viene condannata all'esilio nei Trench - una pena che equivale a morte certa - per aver avuto un figlio illegittimo.
Crescendo, Arthur fatica a controllare le sue abilità sovrumane, come la capacità di comunicare con le creature marine e di respirare sott'acqua, che si manifestano in modo incontrollato, ad esempio mentre si difende dai bulli. In seguito viene addestrato da Vulko, ma rifiuta il regno di Atlantide dopo aver appreso della presunta esecuzione di sua madre.

### Filmati di sicurezza
Nel 2015, grazie ai file sottratti da Bruce Wayne a Lex Luthor, viene rivelato un filmato che mostra Arthur Curry mentre attacca un drone della NSA che lo stava seguendo nell'Oceano Pacifico. Curry è uno dei numerosi metaumani che Luthor stava monitorando, nel tentativo di raccogliere informazioni compromettenti da usare come strumento di ricatto. Wayne condivide questi dati con Diana Prince, sua alleata e anch'essa metaumana.

### Progetto Butterfly
Qualche tempo dopo, Arthur Curry viene convocato da Amanda Waller per affiancare il vigilante Christopher Smith / Peacemaker, e un gruppo di agenti dell'A.R.G.U.S. nella lotta contro una specie aliena parassita nota come le Farfalle. Insieme a lui intervengono anche altri membri della Justice League: Diana Prince, Clark Kent e Barry Allen. Tuttavia, il loro arrivo è tardivo, poiché Smith e gli agenti avevano già eliminato quasi tutte le Farfalle. Sul posto, Smith affronta la Justice League criticandone l'intempestività e prende in giro Curry per le voci secondo cui avrebbe rapporti sessuali con i pesci, provocando la sua evidente irritazione.

### Cancellazione e ripristino
Dopo che Barry Allen altera il passato impedendo la morte di sua madre Nora, si ritrova in un 2013 alternativo, minacciato dall'invasione delle forze del Generale Zod. Insieme al suo sé stesso del 2013, cerca di mettere insieme la Justice League e di contattare Thomas Curry per rintracciare Arthur. Tuttavia, in questa linea temporale Thomas non ha mai incontrato Atlanna e quindi Arthur non è mai nato. Più tardi, quando Barry ripristina la linea temporale originale, incontra un Arthur ubriaco e gli racconta le proprie avventure.

## Concezione e sviluppo

### Aquaman nella cultura di massa e primi adattamenti
Apparso per la prima volta nel 1941 nelle storie della DC Comics, Aquaman è stato adattato per la televisione in serie animate come The Superman/Aquaman Hour of Adventure e I Superamici. In seguito, è stato portato anche sul grande schermo nell'ambito del DC Animated Universe, ed è comparso o è stato menzionato brevemente in serie televisive live-action come Smallville. Inoltre, è stato realizzato un episodio pilota per una serie televisiva dedicata al personaggio, prodotto da The CW, con Justin Hartley nel ruolo di Arthur "A.C." Curry / Aquaman. Nonostante ciò, Aquaman è stato spesso oggetto di scherno da parte dei media a causa di alcune rappresentazioni caricaturali, diventando il bersaglio di battute e parodie in programmi come The Big Bang Theory, South Park e Robot Chicken.
I tentativi di portare Aquaman sul grande schermo sono iniziati nei primi anni 2000. Nel 2004, FilmJerk.com riportò che Alan e Peter Riche della Sunrise Entertainment avevano in programma di realizzare un film su Aquaman per la Warner Bros., con Robert Ben Garant incaricato della sceneggiatura. Tuttavia, il progetto non andò in porto. Nel 2007, Santiago Cabrera venne scelto per interpretare Aquaman nel film Justice League: Mortal, che però fu accantonato entro la fine dello stesso anno. Anni dopo, si diffuse la notizia che un altro film su Aquaman era in fase di sviluppo presso la Appian Way Productions, la casa di produzione di Leonardo DiCaprio, ma anche questo progetto non vide mai la luce.

## Accoglienza
La reinvenzione di Aquaman nel DCEU è stata generalmente accolta positivamente, suscitando un rinnovato interesse per il personaggio. Miles Surrey ha definito l'interpretazione di Jason Momoa "rinfrescante". In una recensione a tre stelle del film Aquaman, Geoffrey Macnab ha scritto che la performance "autoironica" di Momoa ha contribuito a bilanciare la solennità del film, considerandolo un miglioramento complessivo rispetto ai capitoli precedenti del franchise, come Batman v Superman e Justice League. Matt Zoller Seitz, su RogerEbert.com, ha osservato in modo simile che il personaggio, così come rappresentato nel film, riesce a coniugare momenti assurdi con tematiche più serie. Alcuni analisti hanno inoltre evidenziato somiglianze tra l'Aquaman di Momoa e il Thor interpretato da Chris Hemsworth nel Marvel Cinematic Universe.